# Marina olympique du Roucas-Blanc
Marina olympique du Roucas-Blanc (tj. Olympijský přístav Roucas Blanc), také známý jako Stade nautique du Roucas-Blanc (tj. Námořní stadion Roucas-Blanc) je přístav v jihofrancouzském městě Marseille. Během léta 2024 se v přístavu v rámci letních olympijských her v Paříži konají závody v jachtingu.

## Historie
Místo bylo vybráno roku 2017, protože již mělo existující infrastrukturou, i když skrovnou. Plány marseillské městské rady byly kritizovány levicí kvůli vysoké pořizovací ceně. Výstavba areálu přišla na 25 milionů eur, přičemž pouze 3 miliony eur hradil stát.
Stavební práce začaly v polovině roku 2021 a trvaly do května 2024. K dispozici je 8000 m² zástavby a 22 000 m² venkovního prostoru. Vzniklo šest nových budov a nová hráz a hydraulické práce na ochranu místa a podporu biodiverzity.
Sportoviště bylo slavnostně otevřeno 2. dubna 2024 za přítomnosti předsedy organizačního výboru Tonyho Estangueta.
Pro potřeby olympijských her byla zřízena dočasná tribuna s 5000 místy. Samotná marina může pojmout 600 závodních lodí. V bezprostřední blízkosti stadionu Vélodrome byla vybudována olympijská vesnice.